# NGC 182
NGC 182 este o galaxie spirală situată în constelația Peștii. A fost descoperită în 25 decembrie 1790 de către William Herschel.